# Taranto Football Club 1988-1989
Questa voce raccoglie le informazioni riguardanti il Taranto Football Club  nelle competizioni ufficiali della stagione 1988-1989.

## Stagione
Nella stagione 1988-1989 il Taranto ha disputato il campionato di Serie B, con 29 punti ha ottenuto il penultimo posto ed è retrocesso in Serie C1 dopo tre stagioni nei cadetti. La stagione tarantina inizia con Fernando Veneranda come allenatore, ma non inizia col piede giusto, prima del campionato nel quarto girone della prima fase della Coppa Italia il Taranto viene eliminato, ottenendo un pareggio e quattro sconfitte, passano alla seconda fase la Juventus, il Verona e l'Atalanta.
Anche il campionato non da soddisfazioni, il girone di andata si chiude al penultimo posto con 15 punti, dopo la sconfitta (3-1) nel derby con il Barletta, con il Taranto ancora penultimo con 16 punti, viene esonerato il tecnico, che viene sostituito da Roberto Clagluna, senza invertire l'inerzia, così con due giornate d'anticipo sulla fine del Torneo il Taranto ritorna in Serie C1. In casa il Taranto ha vinto 7 partite, 9 le ha pareggiate e 3 perse, in trasferta il tallone di Achille, una sola vittoria (0-1) a Brescia, 4 pareggi e 14 sconfitte, insomma, il mal di trasferta potrebbe essere la chiave di lettura della retrocessione.

## Rosa

Una formazione tarantina della stagione con la prima divisa rossoblù

| N. |                   | Ruolo | Calciatore                 |
| -- | ----------------- | ----- | -------------------------- |
|    | Italia (bandiera) | D     | Walter Biagini             |
|    | Italia (bandiera) | D     | Alberto Boggio             |
|    | Italia (bandiera) | D     | Luca Brunetti              |
|    | Italia (bandiera) | C     | Francesco Dell'Anno        |
|    | Italia (bandiera) | C     | Massimo De Solda           |
|    | Italia (bandiera) | D     | Gilberto D'Ignazio Pulpito |
|    | Italia (bandiera) | C     | Giuseppe Donatelli         |
|    | Italia (bandiera) | D     | Maurizio Gridelli          |
|    | Italia (bandiera) | P     | Roberto Incontri           |
|    | Italia (bandiera) | A     | Vittorio Insanguine        |
|    | Italia (bandiera) | A     | Franco Lerda               |

| N. |                   | Ruolo | Calciatore              |
| -- | ----------------- | ----- | ----------------------- |
|    | Italia (bandiera) | P     | Cesario Vinicio Longo   |
|    | Italia (bandiera) | D     | Alberto Minoia          |
|    | Italia (bandiera) | A     | Silvio Paolucci         |
|    | Italia (bandiera) | D     | Ivan Pazzini            |
|    | Italia (bandiera) | C     | Tommaso Pernisco        |
|    | Italia (bandiera) | C     | Silvio Picci            |
|    | Italia (bandiera) | C     | Antonio Raffo           |
|    | Italia (bandiera) | C     | Giorgio Roselli         |
|    | Italia (bandiera) | D     | Federico Rossi          |
|    | Italia (bandiera) | P     | Gianpaolo Spagnulo      |
|    | Italia (bandiera) | C     | Gian Pietro Tagliaferri |

## Risultati

### Serie B

#### Girone di andata
| Arbitro: | Monni (Sassari) |

|                           |           |           |
| A. Bertoni 5’ Marulla 85’ | Marcatori | 46’ Lerda |

| Arbitro: | Felicani (Bologna) |

|            |           |  |
| Minoia 31’ | Marcatori |  |

| Arbitro: | Iori (Parma) |

|                    |           |           |
| La Rosa 47’ (rig.) | Marcatori | 23’ Lerda |

| Arbitro: | Piana (Modena) |

|                |           |  |
| G. Roselli 43’ | Marcatori |  |

| Arbitro: | Calabretta (Catanzaro) |

|                         |           |                  |
| Branca 29’ De Vitis 35’ | Marcatori | 54’ G. Donatelli |

| Arbitro: | Magni (Bergamo) |

|           |           |  |
| Lerda 43’ | Marcatori |  |

| Arbitro: | Acri (Novi Ligure) |

|                             |           |                                  |
| Soda 27’, 50’ Parpiglia 73’ | Marcatori | 48’ Minoia 89’ D'Ignazio Pulpito |

| Arbitro: | Quartuccio (Torre Annunziata) |

|              |           |  |
| Brunetti 78’ | Marcatori |  |

| Taranto 6 novembre 1988 9ª giornata | Taranto         | 0 – 0 | Cremonese | Stadio Erasmo Iacovone\| Arbitro: \| Guidi (Bologna) \| |
| Arbitro:                            | Guidi (Bologna) |       |           |                                                         |

| Arbitro: | Stafoggia (Pesaro) |

|              |           |  |
| Catanese 76’ | Marcatori |  |

| Arbitro: | Cafaro (Grosseto) |

|                                    |           |  |
| Signori 2’ G. Donatelli 30’ (aut.) | Marcatori |  |

| Taranto 27 novembre 1988 12ª giornata | Taranto         | 0 – 0 | Padova | Stadio Erasmo Iacovone\| Arbitro: \| Pucci (Firenze) \| |
| Arbitro:                              | Pucci (Firenze) |       |        |                                                         |

| Arbitro: | Guidi (Bologna) |

|  |           |               |
|  | Marcatori | 21’ Dell'Anno |

| Taranto 11 dicembre 1988 14ª giornata | Taranto         | 0 – 0 | Bari | Stadio Erasmo Iacovone\| Arbitro: \| Magni (Bergamo) \| |
| Arbitro:                              | Magni (Bergamo) |       |      |                                                         |

| Arbitro: | Bruni (Arezzo) |

|                             |           |  |
| Pierleoni 32’ De Simone 89’ | Marcatori |  |

| Arbitro: | Frattin (Castelfranco Veneto) |

|  |           |                        |
|  | Marcatori | 34’ Sopranzi 90’ Torri |

| Arbitro: | Stafoggia (Pesaro) |

|                         |           |  |
| Palanca 34’ Rispoli 86’ | Marcatori |  |

| Arbitro: | Iori (Parma) |

|             |           |                    |
| Biagini 70’ | Marcatori | 87’ (rig.) Mancuso |

| Arbitro: | Cafaro (Grosseto) |

|           |           |  |
| Caneo 68’ | Marcatori |  |

#### Girone di ritorno
| Taranto 29 gennaio 1989 20ª giornata | Taranto         | 0 – 0 | Avellino | Stadio Erasmo Iacovone\| Arbitro: \| Guidi (Bologna) \| |
| Arbitro:                             | Guidi (Bologna) |       |          |                                                         |

| Arbitro: | Stafoggia (Pesaro) |

|                                       |           |                  |
| Beccalossi 5’ Soncin 36’ Vincenzi 86’ | Marcatori | 56’ (rig.) Lerda |

| Arbitro: | Trentalange (Torino) |

|              |           |             |
| Brunetti 70’ | Marcatori | 82’ La Rosa |

| Ancona 26 febbraio 1989 23ª giornata | Ancona          | 0 – 0 | Taranto | Stadio Dorico\| Arbitro: \| Nicchi (Arezzo) \| |
| Arbitro:                             | Nicchi (Arezzo) |       |         |                                                |

| Taranto 5 marzo 1989 24ª giornata | Taranto           | 0 – 0 | Udinese | Stadio Erasmo Iacovone\| Arbitro: \| Frigerio (Milano) \| |
| Arbitro:                          | Frigerio (Milano) |       |         |                                                           |

| Arbitro: | Quartuccio (Torre Annunziata) |

|                    |           |  |
| Onorati 86’ (rig.) | Marcatori |  |

| Arbitro: | Trentalange (Torino) |

|           |           |             |
| Lerda 89’ | Marcatori | 45’ Vignola |

| Parma 25 marzo 1989 27ª giornata | Parma           | 0 – 0 | Taranto | Stadio Ennio Tardini\| Arbitro: \| Boggi (Salerno) \| |
| Arbitro:                         | Boggi (Salerno) |       |         |                                                       |

| Arbitro: | Pucci (Firenze) |

|                      |           |  |
| Bivi 31’, 55’ (rig.) | Marcatori |  |

| Arbitro: | Ceccarini (Livorno) |

|  |           |                                  |
|  | Marcatori | 67’ Raggi 88’ (rig.) P. Armenise |

| Arbitro: | Di Cola (Avezzano) |

|               |           |  |
| G. Roselli 2’ | Marcatori |  |

| Arbitro: | Fabricatore (Roma) |

|                     |           |           |
| Simonini 80’ (rig.) | Marcatori | 35’ Picci |

| Arbitro: | Cornieti (Forlì) |

|                            |           |            |
| G. Roselli 53’ (rig.), 73’ | Marcatori | 52’ Savino |

| Arbitro: | Felicani (Bologna) |

|                         |           |  |
| G. Loseto 68’ Maiellaro | Marcatori |  |

| Arbitro: | Trentalange (Torino) |

|                                           |           |               |
| G. Roselli 32’, 66’ (rig.) Insanguine 85’ | Marcatori | 10’ Pierleoni |

| Arbitro: | Nicchi (Arezzo) |

|                  |           |             |
| Pirozzi 53’, 76’ | Marcatori | 2’ Paolucci |

| Arbitro: | Beschin (Legnago) |

|                |           |             |
| Insanguine 63’ | Marcatori | 39’ Palanca |

| Arbitro: | F. Baldas (Trieste) |

|                           |           |                  |
| Casiraghi 25’ Stroppa 55’ | Marcatori | 51’ G. Donatelli |

| Arbitro: | Fabricatore (Roma) |

|  |           |               |
|  | Marcatori | 48’ Lucchetti |

### Coppa Italia

#### Primo turno
| Arbitro: | Acri (Novi Ligure) |

|                                         |           |  |
| Incocciati 30’ Garlini 36’ Bonacina 70’ | Marcatori |  |

| Arbitro: | Pucci (Firenze) |

|                                     |           |  |
| Galderisi 39’, 63’ F. Gasparini 90’ | Marcatori |  |

| Pordenone 28 agosto 1988 3ª giornata | Lanerossi Vicenza | 0 – 0 | Taranto | Stadio Ottavio Bottecchia\| Arbitro: \| Bruni (Arezzo) \| |
| Arbitro:                             | Bruni (Arezzo)    |       |         |                                                           |

| Arbitro: | Sguizzato (Verona) |

|                                 |           |                                               |
| Lerda 35’ D'Ignazio Pulpito 71’ | Marcatori | 37’, 55’, 88’ (rig.) Altobelli 84’ Rui Barros |

| Arbitro: | Cafaro (Grosseto) |

|  |           |                        |
|  | Marcatori | 61’ Padovano 83’ Brogi |

## Statistiche

### Statistiche di squadra
| Competizione | Punti | In casa | In casa | In casa | In casa | In casa | In casa | In trasferta | In trasferta | In trasferta | In trasferta | In trasferta | In trasferta | Totale | Totale | Totale | Totale | Totale | Totale | DR  |
| Competizione | Punti | G       | V       | N       | P       | Gf      | Gs      | G            | V            | N            | P            | Gf           | Gs           | G      | V      | N      | P      | Gf     | Gs     | DR  |
| ------------ | ----- | ------- | ------- | ------- | ------- | ------- | ------- | ------------ | ------------ | ------------ | ------------ | ------------ | ------------ | ------ | ------ | ------ | ------ | ------ | ------ | --- |
| Serie B      | 29    | 19      | 7       | 9       | 3       | 14      | 11      | 19           | 1            | 4            | 14           | 10           | 29           | 38     | 8      | 13     | 17     | 24     | 40     | -16 |
| Coppa Italia | 1     | 2       | 0       | 0       | 2       | 2       | 6       | 3            | 0            | 1            | 2            | 0            | 6            | 5      | 0      | 1      | 4      | 2      | 12     | -10 |
| Totale       |       | 21      | 7       | 9       | 5       | 16      | 17      | 22           | 1            | 5            | 16           | 10           | 35           | 43     | 8      | 14     | 21     | 26     | 52     | -26 |

### Statistiche dei giocatori
| Giocatore            | Serie B  | Serie B | Serie B     | Serie B    | Coppa Italia | Coppa Italia | Coppa Italia | Coppa Italia | Totale   | Totale | Totale      | Totale     |
| Giocatore            | Presenze | Reti    | Ammonizioni | Espulsioni | Presenze     | Reti         | Ammonizioni  | Espulsioni   | Presenze | Reti   | Ammonizioni | Espulsioni |
| -------------------- | -------- | ------- | ----------- | ---------- | ------------ | ------------ | ------------ | ------------ | -------- | ------ | ----------- | ---------- |
| W. Biagini           | 25       | 1       | ?           | ?          | ?            | ?            | ?            | ?            | 25+      | 1+     | ?           | ?          |
| A. Boggio            | 14       | 0       | ?           | ?          | ?            | ?            | ?            | ?            | 14+      | 0+     | ?           | ?          |
| L. Brunetti          | 30       | 2       | ?           | ?          | ?            | ?            | ?            | ?            | 30+      | 2+     | ?           | ?          |
| F. Dell'Anno         | 33       | 1       | ?           | ?          | ?            | ?            | ?            | ?            | 33+      | 1+     | ?           | ?          |
| M. De Solda          | 29       | 0       | ?           | ?          | ?            | ?            | ?            | ?            | 29+      | 0+     | ?           | ?          |
| G. D'Ignazio Pulpito | 18       | 1       | ?           | ?          | ?            | ?            | ?            | ?            | 18+      | 1+     | ?           | ?          |
| G. Donatelli         | 19       | 2       | ?           | ?          | ?            | ?            | ?            | ?            | 19+      | 2+     | ?           | ?          |
| M. Gridelli          | 33       | 0       | ?           | ?          | ?            | ?            | ?            | ?            | 33+      | 0+     | ?           | ?          |
| R. Incontri          | 4        | -5      | ?           | ?          | ?            | ?            | ?            | ?            | 4+       | -5+    | ?           | ?          |
| V. Insanguine        | 10       | 2       | ?           | ?          | ?            | ?            | ?            | ?            | 10+      | 2+     | ?           | ?          |
| F. Lerda             | 32       | 5       | ?           | ?          | ?            | ?            | ?            | ?            | 32+      | 5+     | ?           | ?          |
| C. Longo             | 1        | -2      | ?           | ?          | ?            | ?            | ?            | ?            | 1+       | -2+    | ?           | ?          |
| A. Minoia            | 27       | 2       | ?           | ?          | ?            | ?            | ?            | ?            | 27+      | 2+     | ?           | ?          |
| S. Paolucci          | 38       | 1       | ?           | ?          | ?            | ?            | ?            | ?            | 38+      | 1+     | ?           | ?          |
| I. Pazzini           | 11       | 0       | ?           | ?          | ?            | ?            | ?            | ?            | 11+      | 0+     | ?           | ?          |
| T. Pernisco          | 7        | 0       | ?           | ?          | ?            | ?            | ?            | ?            | 7+       | 0+     | ?           | ?          |
| S. Picci             | 34       | 1       | ?           | ?          | ?            | ?            | ?            | ?            | 34+      | 1+     | ?           | ?          |
| A. Raffo             | 7        | 0       | ?           | ?          | ?            | ?            | ?            | ?            | 7+       | 0+     | ?           | ?          |
| G. Roselli           | 36       | 6       | ?           | ?          | ?            | ?            | ?            | ?            | 36+      | 6+     | ?           | ?          |
| F. Rossi             | 16       | 0       | ?           | ?          | ?            | ?            | ?            | ?            | 16+      | 0+     | ?           | ?          |
| G. Spagnulo          | 33       | -33     | ?           | ?          | ?            | ?            | ?            | ?            | 33+      | -33+   | ?           | ?          |
| G. Tagliaferri       | 28       | 0       | ?           | ?          | ?            | ?            | ?            | ?            | 28+      | 0+     | ?           | ?          |